# Hymne der Republik Dagestan

Flagge Dagestans

Die aktuelle Staatshymne der Republik Dagestan (russisch Государственный гимн Республики Дагестан Gossudarstwenny gimn Respubliki Dagestan), auch bekannt als Eid (russisch Клятва Kljatwa) ist seit 2016 die Hymne Dagestans. Die Hymne ersetzt Dagestan, ty ottschisna swjataja („Dagestan, du heiliges Vaterland“) von Schirwani Khalajew, die von 2003 bis 2016 als Staatshymne fungierte.

## Gesetzliche Grundlage und Auswahl der Hymne
Die gesetzliche Grundlage zur Verwendung einer Hymne wurde durch das Gesetz der Republik Dagestan „über die Staatshymne der Republik Dagestan“ am 19. November 2003 № 26 (mit Änderungen am 4. April 2006) geschaffen. Die Hymne gehört neben Flagge und Staatswappen zu den drei staatlichen Symbolen der autonomen russischen Republik. Sie kann in einer Orchester- oder anderen Instrumentalversion aufgeführt werden. Das Gesetz regelt, zu welchen Anlässen die Hymne aufgeführt wird und verpflichtet zur Aufführung „in strikter Übereinstimmung mit der genehmigten Musikversion“.
Die bis 2016 gültige Hymne von Schirwani Khalajew, einem angesehenen Komponisten und verdienten Volkskünstler, erinnerte Staatsführer Ramasan Abdullatipow an eine Trauermelodie. Gegen den Protest von Khalajew und weiterer Komponisten, Musikwissenschaftler, Bürgeraktivisten und Journalisten, die die bisherige Hymne in sozialen Netzwerken und in einem offenen Brief als vereinigtes Klangbild des multinationalen Landes verteidigten, wurde im März 2015 zur Komposition eines neuen Werkes aufgerufen, das einen feierlichen, patriotischen und lebensbejahenden Charakter aufweisen solle.
Die Texte der Hymne und erst danach auch die Melodie wurden daraufhin im Rahmen eines Wettbewerbs verabschiedet, der in zwei Etappen von der Regierung und dem Kulturministerium veranstaltet wurde. Die eingereichten Wettbewerbsvorschläge waren auf drei Strophen (mit höchstens drei Refrains) und einer Aufführungsdauer von sieben Minuten beschränkt, eine Kurzfassung sollte in drei Minuten spielbar sein. In einer Vorauswahl wurden fünf Textvorschläge verabschiedet, in der zweiten Phase wurden der Kommission drei fertige Werke, bestehend aus Musik mit Text in Form von Notation und Tonaufnahme, zur Prüfung vorgelegt. Ausgewählt wurde die von Murad Kaschlajew komponierte Hymne „Eid“ mit den Versen von Rassul Gamsatow, übersetzt von Nikolai Doriso und präsentiert von der Führung der Union der Musiker Dagestans. Auswahlkriterien waren die musikalische und poetische Gefälligkeit des Werkes, sein pathetischer Charakter und die Übereinstimmung mit dem Genre der Hymne.

## Offizieller Text der Hymne mit Übersetzung
| Russisch | Transkription | Übersetzung |
| --- | --- | --- |
| 1. Strophe Горные реки к морю спешат. Птицы к вершинам путь свой вершат Ты мой очаг, моя колыбель, Клятва моя Дагестан. Refrain Тебе присягаю на верность свою, Дышу я тобою, о тебе я пою. Созвездье народов нашло здесь семью, Мой малый народ, мой великий народ. 2. Strophe Подвиг горцев, богатство и честь, Здесь это было, здесь это есть. Мой Дагестан и Россия моя, Вместе с тобой навсегда! Refrain Тебе присягаю на верность свою, Дышу я тобою, о тебе я пою. Созвездье народов нашло здесь семью, Мой малый народ, мой великий народ. Дагестан! | 1. Strophe Gornyje reki k morju speschat. Ptizy k werschinam put swoi werschat Ty moi otschag, moja kolybel, Kljatwa moja Dagestan. Refrain Tebe prissjagaju na wernost swoju, Dyschu ja toboju, o tebe ja poju. Soswesdje narodow naschlo sdes semju, Moi maly narod, moi weliki narod. 2. Strophe Podwig gorzew, bogatstwo i tschest, Sdes eto bylo, sdes eto jest. Moi Dagestan i Rossija moja, Wmeste s toboi nawsegda! Refrain Tebe prissjagaju na wernost swoju, Dyschu ja toboju, o tebe ja poju. Soswesdje narodow naschlo sdes semju, Moi maly narod, moi weliki narod. Dagestan! | 1. Strophe Bergflüsse eilen zum Meer. Vögel [fliegen] ihren Weg bis nach hoch oben Du – mein Herz, Du – meine Wiege, Mein Eid – Dagestan. Refrain Ich schwöre dir meine Treue, ich atme dich, ich singe von dir. Zahlreiche [Konstellationen von] Nationen gründeten hier Familien, Meine kleine Nation, meine große Nation. 2. Strophe Die Leistung der Bergsteiger, Brüderlichkeit und Ehre, Hier gab es sie, hier gibt es sie. Mein Dagestan und mein Russland, Zusammen mit Dir für immer! Refrain Ich schwöre dir meine Treue, ich atme dich, ich singe von dir. Zahlreiche [Konstellationen von] Nationen gründeten hier Familien, Meine kleine Nation, meine große Nation. Dagestan! |

In der ursprünglichen Textversion war in der zweiten Strophe ein starker religiöser Bezug enthalten: „Ты для меня как священный Коран, Клятва моя Дагестан.“ (Du bist wie ein heiliger Koran für mich, mein Schwert ist Dagestan.) Im Rahmen des Wettbewerbs wurde daraus ein Bekenntnis zu Russland.